# Aero-Tropics Air Services
Aero-Tropics Air Services — колишня австралійська авіакомпанія, яка існувала в 2000-2008 роках.
Компанія була заснована в 2000 році і виконувала рейси з Кернса по всій північно-східної Австралії. У 2008 році компанія почала відчувати серйозні фінансові проблеми, через що у жовтні того ж року вона припинила польоти, а незабаром була оголошена банкрутом.

## Повітряний флот
Станом на липень 2008 року, флот авіакомпанії складався з 13 літаків:
- 4 Aero Commander 500S Shrike Commander
- 1 Beechcraft King Air B200
- 6 Britten-Norman BN2A Islander
- 2 Cessna 208B Grand Caravan

## Маршрутна мережа
На липень 2008 року маршрутна мережа авіакомпанії включала в себе наступні пункти призначення:
- Баду (острів) – аеропорт Баду-Айленд
- Боїгу (острів) – аеропорт Боїгу-Айленд
- Кернс – Кернс (аеропорт)
- Коконат (острів) – аеропорт Коконат Айленд
- Дернлі (острів) – аеропорт Дернлі-Айленд
- Хорн (острів) – аеропорт Хорн-Айленд (хаб)
- Кубін (острів Моа) – аеропорт Кубін
- Мабуіаг (острів) – аеропорт Мабуіаг-Айленд
- Маррі (острів) – аеропорт Маррі-Айленд
- Саібаї (острів) – аеропорт Саібаї-Айленд
- Уаррабер (острів) – аеропорт Уаррабер-Айленд
- Ям (острів) – аеропорт Ям-Айленд
- Йорк (острів) – аеропорт Йорк-Айленд